# سردی نعش

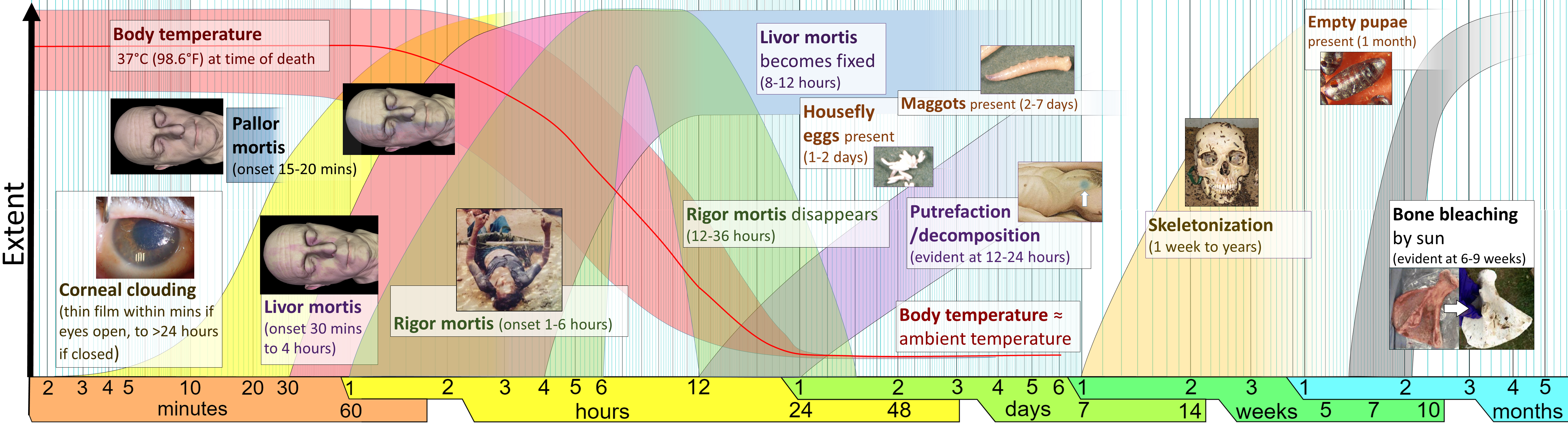
جدول زمانی تغییرات پس از مرگ، الگور مورتیس با خطی قرمز رنگ نشان داده شده است.

سردی نعش، سردی جنازه یا اَلگور مورتیس (از زبان لاتین: کلکه algor به معنی «سرد/سردی و mortis به معنی «مرگ، میرایی»)، از مراحل مرگ و مرحله سوم آن می‌باشد. به معنی تغییر دمای بدن پس از مرگ است و تا زمان مطابقت دما با محیط ادامه میابد. این امر به‌طور کلی یک کاهش مداوم است، البته اگر دمای محیط بالاتر از دمای بدن باشد (مانند یک بیابان گرم)، تغییر دما مثبت خواهد بود، زیرا دمای بدن (نسبتا) خنک تر با محیط گرم تر برابر می‌شود. عوامل خارجی (محیطی) می‌توانند تأثیر قابل توجهی داشته باشند.
این اصطلاح اولین بار توسط بنت داولر(Bennet Dowler)در سال ۱۸۴۹ استفاده شد. اولین اندازه‌گیری منتشر شده از فواصل دمای پس از مرگ توسط جان دیوی (John Davy)در سال ۱۸۳۹ انجام شد.

## کاربردها

نمودار XY از معادله گلیستر(Glaister) با مقادیر از ۳۷ درجه سانتی گراد تا ۲۰ درجه سانتی گراد (دمای محیطی که معمولاً استفاده می‌شود)

دمای اندازه‌گیری شده مقعدی می‌تواند نشانه ای از زمان مرگ باشد. گرچه هدایت گرما که منجر به خنک شدن بدن می‌شود از یک منحنی افت نمایی پیروی می‌کند اما می‌توان آن را به عنوان یک فرایند خطی تقریب زد: در اولین ساعت «۲ درجه سانتیگراد بر ساعت» و بعد از آن «۱درجه سانتی گراد بر ساعت» تا زمانی که بدن به دمای محیط نزدیک شود.
معادله گلیستر(Glaister equation) ساعت‌های سپری شده از مرگ را به عنوان تابعی خطی از دمای مقعدی تخمین می‌زند:
{\displaystyle (36.9^{\circ }C-{\text{rectal temperature in Celsius}})\cdot {\frac {6}{5}}}

## تغییرپذیری
به‌طور کلی، تغییر دما جنازه پدیدهٔ غیردقیقی برای تعیین زمان مرگ در نظر گرفته می‌شود، زیرا سرعت تغییر تحت تأثیر عوامل کلیدی متعددی قرار می‌گیرد، از جمله:
- پایداری یا نوسان دمای محیط.
- ضخامت (یعنی مقدار عایق حرارتی) و پوشش بدن (جنازه) لباس یا مواد مشابه.
- رسانایی حرارتی سطحی که جسم روی آن قرار دارد. (مثلا متوفی می‌تواند روی یک سکوی نفتی با سطحی کاملاً فلزی باشد)
- بیماری‌ها یا داروهایی که باعث افزایش دمای بدن و در نتیجه افزایش دمای اولیه جسد در هنگام مرگ می‌شود.